# Řády, vyznamenání a medaile Kosova

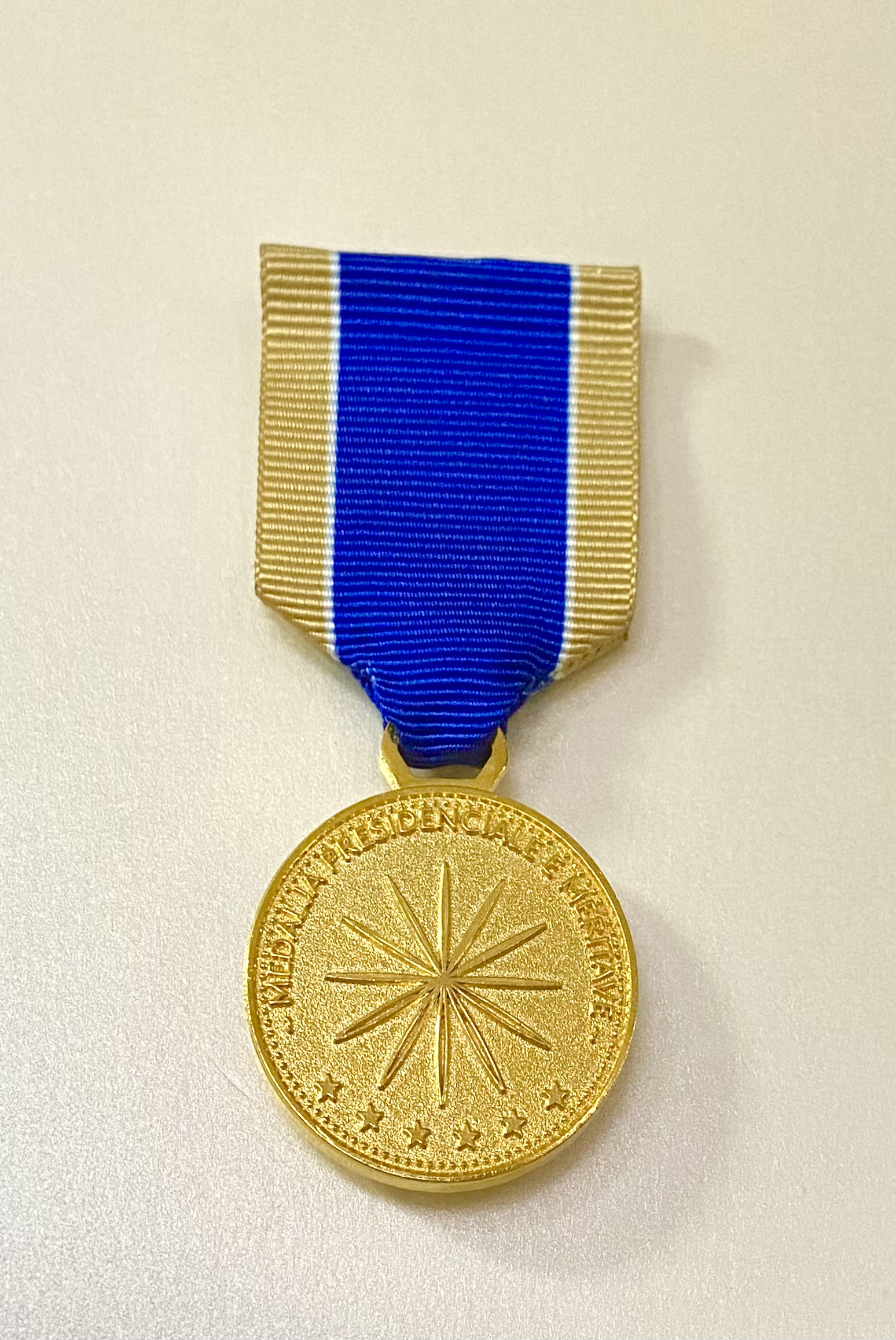
Prezidentská medaile za zásluhy

Státní vyznamenání Kosova upravuje Zákon o vyznamenáních. Vyznamenání jsou rozdělena do dvou kategorií, na řády a medaile, včetně pamětních medailí. Prezident Kosova také udílí titul Čestného velvyslance Kosova lidem, kteří významně přispěli zájmům Kosovské republiky. Toto ocenění bylo uděleno pouze devíti lidem. Vyznamenání Kosova udílí prezident Kosova, ačkoliv nominace mohou podávat předseda shromáždění, předseda vlády, předseda Nejvyššího soudu a další.

## Čestné tituly
- Čestný velvyslanec Kosova je čestný titul, který je udílen cizincům i občanům Kosova, kteří přispěli národním zájmům Kosova.

## Řády
- Řád hrdiny Kosova je udílen významným postavám z dějin a občanům Kosova, kteří se významně podíleli na zisku svobody a nezávislosti.[2]

- Řád svobody

- Řád nezávislosti

## Medaile
- Prezidentská medaile za zásluhy či Prezidentská vojenská medaile
- Medaile za zásluhy
- Medaile za zásluhy Kosovského Červeného kříže